# Gary Rees
Gary William Rees (Erewash, 2 de mayo de 1960) es un ex–jugador británico de rugby que se desempeñaba como ala.

## Selección nacional
Fue convocado al XV de la Rosa por primera vez en junio de 1984 para enfrentar a los Springboks y disputó su último partido en octubre de 1991 ante las Águilas. En total jugó 23 partidos y marcó dos tries para un total de ocho puntos (un try valía 4 puntos por aquel entonces).

### Participaciones en Copas del Mundo
Disputó dos Copas del Mundo; Nueva Zelanda 1987 donde Rees jugó todos los partidos y marcó su único try en mundiales, ante los Brave Blossoms y los ingleses fueron derrotados por los Dragones rojos en cuartos de final, quedando eliminados. Cuatro años más tarde en Inglaterra 1991, el XV de la Rosa avanzó hasta semifinales donde venció al XV del Cardo y luego cayó en la final del torneo ante Australia.
| Mundial                       | Sede          | Resultado        | PJ | Tries |
| ----------------------------- | ------------- | ---------------- | -- | ----- |
| Copa Mundial de Rugby de 1987 | Nueva Zelanda | Cuartos de final | 4  | 1     |
| Copa Mundial de Rugby de 1991 | Inglaterra    | Subcampeón       | 1  | 0     |